# Omphalucha praeses
Omphalucha praeses là một loài bướm đêm trong họ Geometridae.